# مستشفى طيبة التخصصي
مستشفي إسنا المركزي أو طيبة التخصصى هي مستشفي تقع في مدينة إسنا، الأقصر، مصر.

## الوصف
تتكون المستشفى من مبنى أرضى و6 أدوار متكررة، حيث يضم 155 سرير إقامة، و15 عيادة خارجية، و5 معامل، وقسم للأشعة، وصيدلية، به 4 غرف عمليات، وقسم للقسطرة، و27 سرير رعاية مركزة، و10 حضانات للأطفال، وتشمل كافة التخصصات الطبية، وتضم المستشفى أقسام للعمليات، والعناية المركزة، والأشعة، والمعامل، والنساء والتوليد، والحضانات (7 مبتسرين – 8 حديثى الولادة)، والعلاج الطبيعى، بجانب قسم الخدمات بالمستشفى يضم مغسلة، وتعقيم مركزي، ومطبخ، ومخازن، وورش، وصيدلية مركزية، وخدمات العاملين، وقسم الإدارة يضم إدارة طبية، وإدارة مالية، وإدارة عليا، وقاعات اجتماعات.